# Baldos
Baldos é uma povoação portuguesa sede da Freguesia de Baldos do Município de Moimenta da Beira, freguesia com 4,16 km² de área e 151 habitantes (censo de 2021), tendo, por isso, uma densidade populacional de 36,3 hab./km².

## História
Povoação pequena “situada para um vale, d’onde se não avistam outras povoações“, foi a melhor maneira que Pinho Leal encontrou para definir esta freguesia que ainda não o era em 1530.
Pertenceu como vila rústica ao Concelho de Caria; foi uma das povoações do Couto de Leomil e, quando Moimenta se constituiu em concelho (atual município), Baldos foi uma das únicas quatro freguesias que ficou incluída nele.
O nome, diz-se que o recebeu do gótico Balths, palavra que significa importante. Esta importância deve-se à existência de duas cistas nesta localidade, onde possívelmente foram sepultados os dois lendários “ reis mouros “ que deram o nome a Moimenta.
Terra de gentes trabalhadoras e honestas com destaque para os valores intelectuais sendo uma das freguesias mais pequenas do concelho não invalida ser uma das mais empreendedoras destacando-se um significativo parque indusrial junto á estrada nacional que atravessa esta freguesia.

## Demografia
A população registada nos censos foi:
| Distribuição da População por Grupos Etários | Distribuição da População por Grupos Etários | Distribuição da População por Grupos Etários | Distribuição da População por Grupos Etários | Distribuição da População por Grupos Etários |
| -------------------------------------------- | -------------------------------------------- | -------------------------------------------- | -------------------------------------------- | -------------------------------------------- |
| Ano                                          | 0-14 Anos                                    | 15-24 Anos                                   | 25-64 Anos                                   | > 65 Anos                                    |
| 2001                                         | 54                                           | 43                                           | 116                                          | 40                                           |
| 2011                                         | 29                                           | 26                                           | 100                                          | 46                                           |
| 2021                                         | 10                                           | 15                                           | 78                                           | 48                                           |